# Let Us All Unite and Celebrate Together
„Let Us All Unite and Celebrate Together“ (Englisch) oder „Unissons-nous tous et célébrons ensemble“ (Französisch) ist die Hymne der Afrikanischen Union, der Nachfolgeorganisation der Organisation für Afrikanische Einheit.

## Entstehungsgeschichte
Let Us All Unite and Celebrate Together basiert auf dem Gedicht Proud to be African  des äthiopischen Schriftstellers Tsegaye Gabre-Medhin von 1966. Die Musik stammt vom kenianischen Komponisten Arthur Mudogo Kemoli.  Die Organisation für Afrikanische Einheit wählte das Lied 1986 als Teil eines Wettbewerbs als offizielle Hymne.
Als sich die Afrikanische Union als Nachfolgeorganisation der Organisation für afrikanische Einheit gründete, sollten zunächst sowohl andere Embleme als auch eine andere Hymne gewählt werden. Der Wettbewerb, der für die Gewinner Geldpreise vorsah, scheiterte jedoch daran, dass keine ausreichende Teilnehmerzahl erreicht wurde. So wurde der Wettbewerb ohne Erfolg eingestellt. Auf ihrer dritten ordentlichen Sitzung vom 6.–8. Juli 2004 in Addis Abeba einigten sich die Vertreter der seinerzeit 53 Mitgliedsstaaten auf die Beibehaltung des Emblems sowie der Flagge der Afrikanischen Union sowie auch der Hymne in der aktuellen, leicht abgeänderten Form.
Das Lied wird auf der Homepage der AU repräsentiert durch eine Version, die vom Nyundo Music School Choir  im Studio Kibagabaga in Kigali, Ruanda eingesungen wurde.

## Musik und Text

### Liedtext
(Refrain kursiv)
| Englische Version Let us all unite and celebrate together The victories won for our liberation Let us dedicate ourselves to rise together To defend our liberty and unity O Sons and Daughters of Africa Flesh of the Sun and Flesh of the Sky Let us make Africa the Tree of Life Let us all unite and sing together To uphold the bonds that frame our destiny Let us dedicate ourselves to fight together For lasting peace and justice on earth O Sons and Daughters of Africa Flesh of the Sun and Flesh of the Sky Let us make Africa the Tree of Life Let us all unite and toil together To give the best we have to Africa The cradle of mankind and fount of culture Our pride and hope at break of dawn. O Sons and Daughters of Africa Flesh of the Sun and Flesh of the Sky Let us make Africa the Tree of Life | Französische Version Unissons-nous tous et célébrons ensemble, Les victoires remportées pour notre libération. Engageons-nous et levons-nous comme un seul Homme, Pour défendre notre liberté et notre unité. Ô Fils et Filles de l’Afrique, Chair du Soleil et Chair du Ciel, Faisons de l’Afrique l’Arbre de Vie. Unissons-nous tous et chantons en cœur, Pour maintenir les liens qui déterminent notre destin. Consacrons-nous tous au combat, Pour la paix durable et la justice sur terre. Ô Fils et Filles de l’Afrique, Chair du Soleil et Chair du Ciel, Faisons de l’Afrique l’Arbre de Vie. Unissons-nous tous et travaillons dur, Afin de donner le meilleur de nous à l’Afrique, Berceau de l’humanité et source de la culture, Notre fierté et notre espérance au point du jour. Ô Fils et Filles de l’Afrique, Chair du Soleil et Chair du Ciel, Faisons de l’Afrique l’Arbre de Vie. | Deutsche Übersetzung Lasset uns zusammenkommen und gemeinsam feiern Die Siege, welche für unsere Befreiung errungen wurden. Wollen wir uns engagieren und erheben wie ein einziger Mann Um unsere Freiheit und unsere Einheit zu verteidigen. Oh Söhne und Töchter Afrikas, Fleisch der Sonne und Fleisch des Himmels, Lasset uns aus Afrika den Baum des Lebens machen. Lasset uns zusammenkommen und gemeinsam singen Um die Bande aufrechtzuerhalten, welche unser Schicksal bestimmen. Lasset uns alle dem Kampfe hingeben Für dauerhaften Frieden und Gerechtigkeit auf Erden. Oh Söhne und Töchter Afrikas, Fleisch der Sonne und Fleisch des Himmels, Lasset uns aus Afrika den Baum des Lebens machen. Lasset uns zusammenkommen und hart arbeiten Um Afrika unser Bestes zu geben. Wiege der Menschheit und Quelle der Kultur Unser Stolz und unsere Hoffnung im Morgengrauen. Oh Söhne und Töchter Afrikas, Fleisch der Sonne und Fleisch des Himmels, Lasset uns aus Afrika den Baum des Lebens machen. |

### Musikstil und Text
Das Lied repräsentiert den Panafrikanismus und richtet sich an ganz Afrika. Dementsprechend spricht er in seinem Text die Söhne und Töchter von ganz Afrika an und bittet sie, zusammen zu kommen und zu singen und zu tanzen. Dabei wird Afrika als „Wiege der Menschheit“ bezeichnet und der gemeinsame Stolz hervorgehoben. Dabei verzichtet das Lied auf eine Überhöhung im Sinne anderer Hymnen und hebt eher Gemeinsamkeiten hervor. Insgesamt besteht das Lied aus drei Strophen und anschließendem Refrain.
Musikalisch lehnt es sich an klassische europäisch-französische Marschmusik an und wird normalerweise langsam gespielt. Es gibt mehrere Textfassungen, wobei die englische und französische Version die geläufigsten sind.